# Loxoneura fasciepnnis
Loxoneura fasciepnnis är en tvåvingeart som beskrevs av Friedrich Georg Hendel 1914. Loxoneura fasciepnnis ingår i släktet Loxoneura och familjen bredmunsflugor. Inga underarter finns listade i Catalogue of Life.